# لورينزو كولومبو
لورينزو كولومبو (ولد في 8 مارس 2002) هو لاعب كرة قدم ايطالي يلعب في مركز المهاجم مع نادي ليتشي نادي ليتشي في الدوري الإيطالي الدرجة الأولى، معاراً من نادي ميلان.

## مسيرته الكروية
وُلد كولومبو في فيميركاتي، بالقرب من ميلانو، وهو أحد رواد أكاديمية ميلان للشباب. بدأ في إظهار مهاراته في سن مبكرة. استحوذت إنجازاته في تسجيل الأهداف على مستويات الشباب على انتباه الجميع على الفور وظهر لأول مرة مع فريق ميلان تحت 17 سنة في سن 15.

## مسيرته الدولية
كولومبو لاعب في منتخب إيطاليا تحت 19 سنة.

## الإحصائيات
| النادي       | الموسم   | الدوري          | الدوري | الدوري | الكأس | الكأس | القارية | القارية | أخرى | أخرى | المجموع | المجموع |
| النادي       | الموسم   | الدرجة          | لعب    | سجل    | لعب   | سجل   | لعب     | سجل     | لعب  | سجل  | لعب     | سجل     |
| ------------ | -------- | --------------- | ------ | ------ | ----- | ----- | ------- | ------- | ---- | ---- | ------- | ------- |
| إيه سي ميلان | 2019–20  | الدوري الإيطالي | 1      | 0      | 1     | 0     | 0       | 0       | —    | —    | 2       | 0       |
| إيه سي ميلان | 2020–21  | الدوري الإيطالي | 4      | 0      | 0     | 0     | 5       | 1       | —    | —    | 9       | 1       |
| الإجمالي     | الإجمالي | الإجمالي        | 5      | 0      | 1     | 0     | 5       | 1       | 0    | 0    | 11      | 1       |